# Baturiti (dorp)
Baturiti is een bestuurslaag in het regentschap Tabanan van de provincie Bali, Indonesië. Baturiti telt 2706 inwoners (volkstelling 2010).